# Maman & Ich
Maman & Ich (Originaltitel: Mère et Fille; zu Deutsch Mutter und Tochter) ist eine französische Jugend-Sitcom der Walt Disney Company, die von J2F Productions und Yaka Productions produziert wird. Die ersten drei Staffeln wurden in Frankreich in den Jahren 2012 bis 2014 erstausgestrahlt, eine weitere Staffel 2017. Die deutschsprachige Erstausstrahlung erfolgt seit dem 28. März 2016 auf Disney Channel.

## Handlung
Die Kurzserie folgt dem Alltag der 14-jährigen Barbara Marteau und ihrer 39-jährigen Mutter Isabelle. Während die Schülerin Barbara mitten in der Pubertät steckt, hat ihre alleinerziehende Mutter, eine Anwältin, zunehmend Probleme mit dem Älterwerden. Trotz diverser Streitigkeiten und Ausgehverbote sind Mutter und Tochter unzertrennlich. In der 4. Staffel (2017) ist Barbara inzwischen 16 Jahre alt.

## Besetzung und Synchronisation
Die deutsche Synchronisation entstand unter der Dialogregie und dem Dialogbuch von Sabine Bohlmann durch die Synchronfirma SDI Media Germany GmbH in München.
| Rollenname       | Schauspieler/in     | Synchronsprecher/in     |
| ---------------- | ------------------- | ----------------------- |
| Barbara Marteau  | Lubna Gourion       | Paulina Rümmelein       |
| Isabelle Marteau | Isabelle Desplantes | Claudia Lössl           |
| Gaël             | Arthur Jacquin      | Tobias John von Freyend |
| Hugo             | Romain Arnolin      | Maximilian Belle        |
| Mamie            | Thérèse Roussel     |                         |
| Raphaël          | Thomas Goldberg     | Tobias Kern             |
| Laurent          | Grégory Le Moigne   | Jakob Riedl             |
| Léa              | Clara Leroux        | Alina Freund            |
| Pauline          | Lillia Alami        | Carla Reiter            |
| Monsieur Balain  | Alain Bouzigues     | Sebastian Winkler       |
| Claudia          | Claudia Tagbo       |                         |
| Vater von Gaël   | Philippe Cura       |                         |

## Ausstrahlung
Frankreich
Die erste Staffel von Maman & Ich wurde vom 3. Juni 2012 bis zum 5. Oktober 2012 auf dem französischen Disney Channel ausgestrahlt.
Deutschland
Die deutschsprachige Erstausstrahlung der Serie findet seit dem 28. März 2016 auf dem Disney Channel statt.
Internationale Ausstrahlung
| Land | Sender                       | Premiere          | Ausstrahlungstitel | Ref.  |
| --- | ---------------------------- | ----------------- | ------------------ | ----- |
| Italien | Disney Channel Italien       | Anfang 2013       | Mamma e figlia     | [ 4 ] |
| Russland | Disney Channel Russland      | 18. November 2013 | Дочки-матери       | [ 5 ] |
| Deutschland Österreich Liechtenstein Schweiz | Disney Channel Deutschland   | 28. März 2016     | Maman & Ich        | [ 1 ] |
| Argentinien Bolivien Chile Kolumbien Kuba Costa Rica Ecuador El Salvador Guatemala Honduras Nicaragua Mexiko Panama Paraguay Peru Dominikanische Republik Uruguay Venezuela | Disney Channel Lateinamerika | 28. Januar 2017   | Madre e Hija       | [ 6 ] |
| Brasilien | Disney Channel Brasilien     | 28. Januar 2017   | Mãe e Filha        | [ 7 ] |

## Disney-Channel-Original-Movie
Am 5. Februar 2016 strahlte der französische Disney Channel den Disney Channel Original Movie Maman & Ich: California Dream zur Serie aus. In dem ca. 80-minütigen Film sind neben bekannten Figuren aus der Serie auch neue Figuren dabei. Unter anderem spielt die US-Schauspielerin Laura Marano mit, die in der Disney-Channel-Serie Austin & Ally die Hauptfigur Ally verkörperte. Produziert wurde der Film von J2F Productions und Yaka Productions im Auftrag der The Walt Disney Company Frankreich.
In Deutschland hatte der Disney Channel Original Movie am 16. Juli 2016 im Disney Channel Premiere.